# Сънсет булевард
„Сънсет булевард“ (на английски: Sunset Strip) е американска комедия от 2000 г. на режисьора Адам Колис за Туентиът Сенчъри Фокс. Във филма участват Ана Фриъл, Ник Стал, Джаред Лето, Саймън Бейкър, Адам Голдбърг, Рори Кокран и Томи Фланаган. Снимачният процес започва на 9 ноември 1998 г. и приключва на 11 януари 1999 г.

## Актьорски състав
| Актьор            | Роля                |
| ----------------- | ------------------- |
| Ана Фриъл         | Тами Франклин       |
| Джаред Лето       | Глен Уокър          |
| Томи Фланаган     | Дънкан Рийд         |
| Адам Голдбърг     | Марти Шапиро        |
| Ник Стал          | Зак                 |
| Рори Кокран       | Феликс              |
| Саймън Бейкър     | Майкъл Скот         |
| Дарън Бъроус      | Боби                |
| Джон Рандолф      | Господин Нийдърхаус |
| Стефани Романов   | Кристин             |
| Мери Лин Раджскъб | Айлийн              |
| Морис Чес         | Найджъл             |
| Майк Рад          | Баджър              |
| Джош Ричман       | Бари Бърнщайн       |